# Pterolamia strandi
Pterolamia strandi är en skalbaggsart som beskrevs av Stefan von Breuning 1942. Pterolamia strandi ingår i släktet Pterolamia och familjen långhorningar. Inga underarter finns listade i Catalogue of Life.